# Erannis postnigriscens
Erannis postnigriscens là một loài bướm đêm trong họ Geometridae.